# BBC Sessions (álbum de Renaissance)
BBC Sessions es un álbum doble en vivo del grupo inglés de rock progresivo Renaissance, editado en 1999.
Este trabajo recopila varias presentaciones que la formación clásica del grupo dio para la BBC en los años setenta.

## Lista de canciones
Disco 1
1. "Prologue" (6:56)
2. "Vultures Fly High" (2:52)
3. "Midas Man" (3:54)
4. "Day Of The Dreamer" (9:53)
5. "Touching Once" (10:15)
6. "Song Of Scheherazade" (25:30)
Disco 2
1. "Can You Hear Me" (13:24)
2. "Ocean Gypsy" (7:29)
3. "Carpet Of The Sun" (3:36)
4. "Mother Russia" (10:18)
5. "Running Hard" (9:36)
6. "Ashes Are Burning" (18:29)

## Integrantes
- Annie Haslam - voz
- Michael Dunford - guitarra acústica
- John Tout - teclados
- Jon Camp - bajo
- Terence Sullivan - batería, percusiones